# 木場 (新潟市)
木場（きば）は、新潟県新潟市西区の町字。郵便番号は950-1122。

## 概要
1889年（明治22年）から現在の大字。中ノ口川左岸に位置する。
もとは戦国時代から1889年（明治22年）まであった木場村の区域の一部で、地名は、かつて弥彦神社の用材を集め、筏に組んで納めたことにちなむ。

### 隣接する町字
北から東回り順に、以下の町字と隣接する。
- 黒鳥
- 小平方
- 金巻
- 板井
- 中野小屋
- 大潟

※中ノ口川を挟んで松橋、中塩俵と隣接。

## 歴史
1580年（天正8年）の上杉景勝宛の書状に村名が残る。

### 編入した町字
1889年（明治22年）以後に、以下の町字を編入。
木場村受（きばむらうけ）
1889年（明治22年）から1895年（明治28年）までの大字。
もとは江戸時代から1889年（明治22年）まであった木場村受の区域の一部で、文政年間以降に木場村の村請けによって開発された。
1895年（明治28年）に大字木場村に編入され消滅。

### 年表
- 1580年（天正8年）: 木場城が築城される。
- 1889年（明治22年）4月1日 : 合併により木場村の大字となる。
- 1901年（明治34年）11月1日 : 合併により黒埼村の大字となる。
- 1973年（昭和48年）2月1日 : 黒埼村の町制施行により、黒埼町の大字となる。
- 2001年（平成13年）1月1日 : 合併により新潟市の大字となる。
- 2007年（平成19年）4月1日 : 新潟市の政令指定都市移行により、西区の大字となる。

## 世帯数と人口
2018年（平成30年）1月31日現在の世帯数と人口は以下の通りである。
| 大字 | 世帯数  | 人口    |
| ---- | ------- | ------- |
| 木場 | 639世帯 | 1,761人 |

## 小・中学校の学区
市立小・中学校に通う場合、学区は以下の通りとなる。
| 番地 | 小学校               | 中学校             |
| ---- | -------------------- | ------------------ |
| 全域 | 新潟市立黒埼南小学校 | 新潟市立黒埼中学校 |

## 主な企業・施設
- 新潟市立黒埼南小学校
- 新潟市文化財センター
- 黒埼地区野球場

## 交通

### 鉄道
新潟交通電車線（廃止）
- 木場駅

### 道路
高速道路
- 東日本高速道路
  - 北陸自動車道
    - 黒埼スマートインターチェンジ（下り線）

県道
- 新潟県道44号新潟燕線
- 新潟県道46号新潟中央環状線
- 新潟県道325号黒埼新飯田線

### バス
新潟交通路線バス
- 郊外線（大野・白根方面）
  - 木場川前停留所 - 木場宮前停留所 - 木場上組停留所(廃止) - 木場下組停留所(廃止) - 木場学校前停留所(廃止)
    - 830 木場線(廃止) 平島・ふるさと村・大野経由

  - 木場川前停留所 - 木場宮前停留所- 木場停留所
    - W81 味方線 青山 平島・ふるさと村・大野・木場経由 味方方面

  - 木場川前停留所 - 木場駅跡停留所	
    - W80 味方線 青山 平島・ふるさと村・大野・味方経由 月潟方面
    - W80M 味方線 月潟→味方→大野仲町→青山→学校町→新潟駅前